# Delyth Morgan, Baroness Morgan of Drefelin

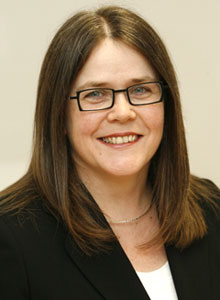
Delyth Morgan, Baroness Morgan of Drefelin (2011)

Delyth Jane Morgan, Baroness Morgan of Drefelin (* 30. August 1961) ist eine britische Funktionärin von Hilfsorganisationen und Politikerin der Labour Party sowie seit 2004 als Life Peeress Mitglied des House of Lords.

## Leben
Nach Schulbesuch und Studium am University College London war Delyth Morgan von 1987 bis 1989 Koordinatorin der Kampagnen von Shelter, einer Organisation zur Bekämpfung von Obdachlosigkeit, sowie im Anschluss bis 1992 Direktorin der Kinderschutzorganisation Working for Childcare und danach von 1992 bis 1996 Direktorin der Nationalen Kampagne gegen Asthma. Anschließend fungierte sie von 1996 bis 2005 als Chief Executive Officer (CEO) von Breakthrough Breast Cancer, einer landesweiten Organisation zur Bekämpfung und Aufklärung von Brustkrebs.
Durch ein Letters Patent vom 11. Juni 2004 wurde Delyth Morgan als Life Peeress mit dem Titel Baroness Morgan of Drefelin, of Drefelin in the County of Dyfed, in den Adelsstand erhoben. Kurz darauf erfolgte am 5. Juli 2004 ihre Einführung (Introduction) als Mitglied des House of Lords. Im Oberhaus gehörte sie zunächst zur Fraktion der Labour Party.
Während ihrer Mitgliedschaft im Oberhaus war sie zwischen 2007 und 2008 als Baroness in Waiting Parlamentarische Geschäftsführerin (Whip) der Regierungsfraktion sowie zugleich Sprecherin der Labour-Fraktion für Gemeinden und Kommunalverwaltung, Arbeit und Pensionen, Schottland und Wales.
Anschließend wurde sie von Premierminister Gordon Brown im Januar 2008 zur Parlamentarischen Unterstaatssekretärin im Ministerium für Innovation, Universitäten und Fähigkeiten ernannt und war dort für geistiges Eigentum und Qualität verantwortlich. Danach war Baroness Morgan von Oktober 2008 bis Mai 2010 Parlamentarische Unterstaatssekretärin für Kinder, Schulen und Familien, wobei sie zuletzt seit Juni 2009 für Kinder, junge Menschen und Familien zuständig war. Nach der Wahlniederlage der Labour Party bei den Unterhauswahlen am 6. Mai 2010 übernahm sie bis 2011 die Funktion der Sprecherin der Opposition für Bildung.
Nachdem Baroness Morgan im Juli 2011 CEO und Schirmherrin der Kampagne gegen Brustkrebs wurde, verließ sie die Fraktion der Labour Party und ist seither Mitglied der Gruppe der sogenannten Crossbencher. Zeitweise war sie auch Vorsitzende der Arbeitsgruppe für das Patientenwahlrecht im Gesundheitsministerium, Mitglied der Nationalen Krebsarbeitsgruppe des National Health Service (NHS) sowie Mitglied des Exekutivrates der Vereinigung der Wohlfahrtsorganisatione für medizinische Forschung.